# Liste de films français sortis en 1953
Listes de films français
- 1949
- 1950
- 1951
- 1952
- 1953
- 1954
- 1955
- 1956
- 1957

Liste non exhaustive de films français sortis en 1953

## 1953
| Titre                          | Réalisateur                                    | Distribution                                                          | Genre                      | Notes  |
| ------------------------------ | ---------------------------------------------- | --------------------------------------------------------------------- | -------------------------- | ------ |
| Alerte au Sud                  | Jean Devaivre                                  | Jean-Claude Pascal, Gianna Maria Canale Erich von Stroheim            | Drame                      |        |
| Alger - Le Cap                 | Serge de Poligny                               | Jacques Lerat (voix)                                                  | Documentaire               |        |
| Les Amants de minuit           | Roger Richebé                                  | Jean Marais, Dany Robin Louis Seigner                                 | Drame                      |        |
| Les Amants de Tolède           | Henri Decoin Fernando Palacios                 | Alida Valli, Françoise Arnoul Gérard Landry                           | Drame                      |        |
| Les Amants de Villa Borghese   | Gianni Franciolini Vittorio De Sica            | François Périer, Gérard Philipe Micheline Presle                      | Comédie dramatique         |        |
| L'Amour d'une femme            | Jean Grémillon                                 | Micheline Presle, Massimo Girotti Gaby Morlay                         | Drame                      |        |
| Les Amoureux de Marianne       | Jean Stelli                                    | Gaby Morlay, André Luguet Jean Brochard                               | Comédie                    |        |
| Les amours finissent à l'aube  | Henri Calef                                    | Georges Marchal, Nicole Courcel Françoise Christophe                  | Drame                      |        |
| Les Anges déchus               | Gianni Franciolini                             | Serge Reggiani, Alida Valli                                           | Drame                      |        |
| L'Appel du destin              | Georges Lacombe                                | Jean Marais, Roberto Benzi Jacqueline Porel                           | Comédie dramatique         |        |
| Au diable la vertu             | Jean Laviron                                   | Henri Génès, Liliane Bert Christian Duvaleix                          | Comédie                    |        |
| Autant en emporte le gang      | Michel Gast Jacques Moisy                      | Éliane Monceau, Georges Lycan                                         |                            |        |
| L'Aventurière du Tchad         | Willy Rozier                                   | Madeleine Lebeau, Jean Danet Maurice Bénard                           |                            |        |
| Belle Mentalité                | André Berthomieu                               | Jean Richard, Maurice Biraud Jean Martinelli, Roger Pierre            | Comédie                    |        |
| Le Bon Dieu sans confession    | Claude Autant-Lara                             | Danielle Darrieux Henri Vilbert                                       | Comédie dramatique         |        |
| Bonjour Paris !                | Jean Image                                     | François Périer (voix)                                                | Animation                  |        |
| Le Boulanger de Valorgue       | Henri Verneuil                                 | Fernandel, Jean Gaven Pierrette Bruno                                 | Comédie dramatique         |        |
| Capitaine Pantoufle            | Guy Lefranc                                    | François Périer, Marthe Mercadier Louis de Funès                      | Comédie                    |        |
| La Caraque blonde              | Jacqueline Audry                               | Tilda Thamar, Roger Pigaut Gérard Landry                              | Drame                      |        |
| Carnaval                       | Henri Verneuil                                 | Fernandel, Jacqueline Pagnol Pauline Carton                           | Comédie                    |        |
| Le Carrosse d'or               | Jean Renoir                                    | Anna Magnani Duncan Lamont                                            | Comédie dramatique         |        |
| Cent francs par seconde        | Jean Boyer                                     | Philippe Lemaire, Bourvil Geneviève Kervine                           | comédie                    |        |
| Cet homme est dangereux        | Jean Sacha                                     | Eddie Constantine, Colette Deréal Grégoire Aslan                      | Aventure                   |        |
| Le Chasseur de chez Maxim's    | Henri Diamant-Berger                           | Yves Deniaud, Pierre Larquey Raymond Bussières                        | Comédie                    |        |
| Chemins d'avril                | Édouard Molinaro                               | -                                                                     | Comédie dramatique         | 13 min |
| Le Chemin de la drogue         | Louis S. Licot                                 | Jimmy Gaillard, Jacques Varennes Daniel Clérice                       | Policier                   |        |
| Closed vision                  | Marc'O                                         | -                                                                     |                            |        |
| Le Club des 400 coups          | Jacques Daroy                                  | Gérard Landry, Michèle Philippe Henri Vilbert                         |                            |        |
| Les Compagnes de la nuit       | Ralph Habib                                    | Françoise Arnoul, Raymond Pellegrin André Valmy                       | Policier                   |        |
| Crin-Blanc                     | Albert Lamorisse                               | Alain Émery, Laurent Roche Clan-Clan                                  | Aventure                   | 41 min |
| La Dame aux camélias           | Raymond Bernard                                | Micheline Presle, Gino Cervi Roland Alexandre                         | Drame                      |        |
| Le Dernier Robin des Bois      | André Berthomieu                               | Roger Nicolas, Nicole Maurey Henri Vilbert                            | Comédie                    |        |
| Des hommes et des montagnes    | J.-J. Languepin Gaston Rébuffat                | Bernard Blier                                                         | Documentaire               |        |
| Des quintuplés au pensionnat   | René Jayet                                     | Valentine Tessier, Armand Bernard Maurice Escande                     | Comédie                    |        |
| Les Détectives du dimanche     | Claude Orval                                   | Jeannette Batti, Henri Génès Bernard La Jarrige                       | Comédie                    |        |
| Deux de l'escadrille           | Maurice Labro                                  | Jean Richard, Roger Pierre Magali Noël                                | Comédie                    |        |
| Dortoir des grandes            | Henri Decoin                                   | Jean Marais, Denise Grey Françoise Arnoul                             | Policier                   |        |
| Les Enfants de l'amour         | Léonide Moguy                                  | Jean-Claude Pascal, Etchika Choureau Lise Bourdin                     | Mélodrame                  |        |
| L'Ennemi public nº 1           | Henri Verneuil                                 | Fernandel, Nicole Maurey Zsa Zsa Gabor                                | Comédie policière          |        |
| L'Envers du paradis            | Edmond T. Gréville                             | Erich von Stroheim, Dora Doll Etchika Choureau                        | comédie dramatique         |        |
| L'Esclave                      | Yves Ciampi                                    | Daniel Gélin, Eleonora Rossi Drago Barbara Laage                      | Drame                      |        |
| L'Étrange Amazone              | Jean Vallée                                    | Jeannette Batti, Lucien Blondeau Gérard Landry                        | Drame                      |        |
| La Famille Cucuroux            | Émile Couzinet                                 | Jean Tissier, Pierre Larquey Nathalie Nattier                         | Comédie                    |        |
| Femmes de Paris                | Jean Boyer                                     | Michel Simon, Brigitte Auber Henri Génès                              | Comédie dramatique         |        |
| Le Gang des pianos à bretelles | Gilles de Turenne                              | Ginette Leclerc, Jean Tissier Georges Poujouly                        | Comédie                    |        |
| Le Guérisseur                  | Yves Ciampi                                    | Jean Marais, Danièle Delorme Maurice Ronet                            | Drame                      |        |
| Histoires de bicyclettes       | Émile Roussel                                  | Jean Carmet                                                           | Court métrage documentaire |        |
| Horizons sans fin              | Jean Dréville                                  | Giselle Pascal, Jean Chevrier Paul Frankeur                           | Drame                      |        |
| L'Île aux femmes nues          | Henri Lepage                                   | Jane Sourza, Lili Bontemps Félix Oudart                               | Comédie                    |        |
| Je suis un mouchard            | René Chanas                                    | Georges Baconnet, Alfred Baillou Albert Dinan                         | Drame                      |        |
| Jeunes Mariés                  | Gilles Grangier                                | François Périer, Anne Vernon Henri Génès                              | Comédie dramatique         |        |
| Jour de marché                 | Roger Verdier                                  | -                                                                     | Documentaire               | 11 min |
| Julietta                       | Marc Allégret                                  | Jean Marais, Dany Robin Jeanne Moreau, Denise Grey                    | Comédie dramatique         |        |
| Kœnigsmark                     | Solange Térac                                  | Jean-Pierre Aumont Albert Duvaleix, Renée Faure                       | Drame                      |        |
| Légère et court vêtue          | Jean Laviron                                   | Louis de Funès, Jean Parédès Madeleine Lebeau                         | Comédie                    |        |
| Lettre ouverte                 | Alex Joffé                                     | Solange Certain, Denise Kerny Robert Lamoureux                        | Comédie                    |        |
| Leur dernière nuit             | Georges Lacombe                                | Jean Gabin, Robert Dalban Madeleine Robinson                          | Drame                      |        |
| La Loterie du bonheur          | Jean Gehret                                    | Yves Deniaud, Suzanne Dehelly Raymond Bussières                       | Comédie                    |        |
| Lucrèce Borgia                 | Christian-Jaque                                | Martine Carol, Pedro Armendariz Massimo Serato                        | Drame historique           |        |
| Lumière                        | Paul Paviot                                    | Abel Gance (voix)                                                     | Court métrage              | 23 min |
| Ma Jeannette et mes copains    | Robert Ménégoz                                 | Roger Pigaut (voix)                                                   | Court métrage              | 30 min |
| Madame de...                   | Max Ophüls                                     | Danielle Darrieux, Charles Boyer Vittorio De Sica, Jean Debucourt     | Drame                      |        |
| Mandat d'amener                | Pierre Louis                                   | Louis Arbessier, Madeleine Barbulée Gaby Basset                       | Policier                   |        |
| Manina, la fille sans voiles   | Willy Rozier                                   | Brigitte Bardot, Jean-François Calvé Howard Vernon                    | Aventures Mélodrame        |        |
| Le Marchand de Venise          | Pierre Billon                                  | Michel Simon, Andrée Debar Massimo Serato                             | Drame                      |        |
| Maternité clandestine          | Jean Gourguet                                  | Dany Carrel, Michel Roux Pierre Larquey, Jane Marken                  | Comédie dramatique         |        |
| Minuit quai de Bercy           | Christian Stengel                              | Georges Randax, Erich von Stroheim Madeleine Robinson                 | Policier                   |        |
| Moineaux de Paris              | Maurice Cloche                                 | Jean-Pierre Aumont, Max Elloy Les petits chanteurs à la croix de bois | Comédie dramatique         |        |
| La Môme vert-de-gris           | Bernard Borderie                               | Eddie Constantine, Dominique Wilms Howard Vernon, Dario Moreno        | Policier                   |        |
| Mon frangin du Sénégal         | Guy Lacourt                                    | Raymond Bussières, Annette Poivre Noël Roquevert                      | Comédie                    |        |
| Mon gosse de père              | Léon Mathot                                    | Maurice Teynac, Armand Bernard Jean Tissier                           | Drame                      |        |
| Mon mari est merveilleux       | André Hunebelle                                | Fernand Gravey, Sophie Desmarets Jacques Castelot, Pierre Larquey     | Comédie                    |        |
| Monsieur Scrupule gangster     | Jacques Daroy                                  | Tilda Thamar, Yves Vincent Howard Vernon                              | Policier                   |        |
| La Montagne du bout du monde   | inconnu                                        | -                                                                     | Court métrage              |        |
| La neige était sale            | Luis Saslavsky                                 | Daniel Gélin, Valentine Tessier Daniel Ivernel                        |                            |        |
| Nouveaux Horizons              | Marcel Ichac                                   | -                                                                     | Documentaire               |        |
| La nuit est à nous             | Jean Stelli                                    | Simone Renant, Jean Danet Jean Murat, Jean Debucourt                  | Comédie dramatique         |        |
| Opération Magali               | László V. Kish                                 | Raymond Souplex, André Le Gall Nicole Maurey                          | Policier                   |        |
| Les Orgueilleux                | Yves Allégret                                  | Michèle Morgan Gérard Philipe                                         | Drame                      |        |
| Le Père de Mademoiselle        | Marcel L'Herbier                               | Arletty, André Luguet Suzy Carrier                                    | Comédie                    |        |
| Le Petit Jacques               | Robert Bibal                                   | Jean-Pierre Kérien Blanchette Brunoy Christian Fourcade               | Drame                      |        |
| Plume au vent                  | Louis Cuny                                     | Georges Guétary, Jean Gaven Carmen Sevilla                            | Comédie musicale           |        |
| La Pocharde                    | Georges Combret                                | Pierre Brasseur, Monique Mélinand François Patrice                    | Drame                      |        |
| Le Portrait de son père        | André Berthomieu                               | Jean Richard, Michèle Philippe Brigitte Bardot                        | Comédie                    |        |
| Quand te tues-tu ?             | Émile Couzinet                                 | Jean Tissier, Daniel Sorano Frédéric Duvallès                         | Comédie                    |        |
| Quand tu liras cette lettre    | Jean-Pierre Melville                           | Juliette Gréco Philippe Lemaire                                       | Drame                      |        |
| Quitte ou double               | Robert Vernay                                  | Zappy Max, Suzanne Dehelly Danielle Godet                             | Comédie                    |        |
| Le Retour de don Camillo       | Julien Duvivier                                | Fernandel, Gino Cervi                                                 | Comédie suite de film      |        |
| Le Rideau cramoisi             | Alexandre Astruc                               | Anouk Aimée, Jean-Claude Pascal                                       | Drame                      | 44 min |
| Le Rire                        | Maurice Regamey                                | Louis de Funès                                                        | court-métrage              |        |
| Rires de Paris                 | Henri Lepage                                   | André Claveau, Lysiane Rey Georges Lannes                             |                            |        |
| La Route du bonheur            | Maurice Labro Giorgio Simonelli                | Philippe Lemaire, Catherine Erard Clément Duhour                      | comédie dramatique Musique |        |
| La Route Napoléon              | Jean Delannoy                                  | Pierre Fresnay, Henri Vilbert Claude Laydu                            | Comédie                    |        |
| Rue de l'Estrapade             | Jacques Becker                                 | Anne Vernon, Louis Jourdan Daniel Gélin                               | Comédie dramatique         |        |
| Le Salaire de la peur          | Henri-Georges Clouzot                          | Yves Montand, Charles Vanel Folco Lulli, Peter Van Eyck               | Drame                      |        |
| Le Sorcier blanc               | Claude Lalande                                 | Roger Caccia, Christian Duvaleix Jean-Marc Tennberg                   | Comédie                    |        |
| Soyez les bienvenus            | Pierre-Louis                                   | Jean Nohain, Annette Poivre Raymond Bussières                         | Comédie                    |        |
| Spartacus                      | Riccardo Freda                                 | Massimo Girotti, Yves Vincent                                         | Péplum                     |        |
| Les statues meurent aussi      | Chris Marker Alain Resnais Ghislain Cloquet    | Jean Négroni (voix)                                                   | Documentaire               | 30 min |
| Suivez cet homme               | Georges Lampin                                 | Bernard Blier, Andrée Clément Suzy Prim, Yves Robert                  | Policier                   |        |
| Tambour battant                | Georges Combret                                | André Gabriello, Sophie Leclair Roland Armontel                       | Comédie                    |        |
| Le Témoin de minuit            | Dimitri Kirsanoff                              | Henri Guisol, Catherine Erard Raymond Pellegrin                       | Policier                   |        |
| Thérèse Raquin                 | Marcel Carné                                   | Simone Signoret, Sylvie Raf Vallone                                   | Drame                      |        |
| Tourbillon                     | Alfred Rode                                    | Raymond Cordy, Monique Aïssata Claudine Dupuis                        | Drame                      |        |
| La Tournée des grands ducs     | André Pellenc terminé par Norbert Carbonnaux   | Raymond Bussières, Denise Grey Christian Duvaleix                     | Comédie                    |        |
| Les Trois Mousquetaires        | André Hunebelle                                | Georges Marchal, Bourvil Gino Cervi                                   | Film de cape et d'épée     |        |
| Les Trois Rendez-vous          | Philippe de Broca Charles Bitsch Édith Krausse | Philippe de Broca Charles Bitsch Édith Krausse                        | Comédie                    |        |
| Un acte d'amour                | Anatole Litvak                                 | Kirk Douglas, Dany Robin Fernand Ledoux                               | Drame                      |        |
| Un caprice de Caroline chérie  | Jean Devaivre                                  | Martine Carol, Jacques Dacqmine Jean-Claude Pascal                    | Aventure                   |        |
| Un trésor de femme             | Jean Stelli                                    | Marie Daëms, François Périer Daniel Ceccaldi                          | Comédie                    |        |
| Une fille dans le soleil       | Maurice Cam                                    | Henri Génès Myriam Bru Jacques Morel                                  | Comédie                    |        |
| Une nuit à Megève              | Raoul André                                    | Michèle Philippe, Jeannette Batti Jacques Morel, Raymond Bussières    | Comédie                    |        |
| Les Vacances de monsieur Hulot | Jacques Tati                                   | Jacques Tati                                                          | Comique                    |        |
| Les vacances finissent demain  | Yvan Noé                                       | Suzy Carrier,Michel Barbey Pierrette Caillol                          |                            |        |
| La Vie d'un honnête homme      | Sacha Guitry                                   | Michel Simon, Louis de Funès Marguerite Pierry                        | Comédie dramatique         |        |
| La Vierge du Rhin              | Gilles Grangier                                | Jean Gabin, Nadia Gray Elina Labourdette                              | Drame                      |        |
| Virgile                        | Carlo Rim                                      | Robert Lamoureux                                                      | Comédie                    |        |